# Mariusz Duda
Mariusz Duda (Węgorzewo, 25 settembre 1975) è un cantante e bassista polacco, noto per essere il frontman del gruppo musicale rock progressivo Riverside.
Oltre all'attività con i Riverside, Duda è attivo con il progetto parallelo Lunatic Soul, con il quale ha pubblicato sette album, e a partire dagli anni 2020 anche come solista.

## Discografia

### Da solista
Album in studio
- 2020 – Lockdown Spaces
- 2021 – Claustrophobic Universe
- 2021 – Interior Drawings
- 2023 – AFR AI D

Raccolte
- 2022 – Lockdown Trilogy

EP
- 2022 – Let's Meet Outside

Singoli
- 2014 – The Old Peace (con Steven Wilson)
- 2020 – The Song of a Dying Memory
- 2020 – Are You Ready for the Sun
- 2021 – Knock Lock
- 2022 – News from the World
- 2022 – Intervallum
- 2023 – Embracing the Unknown
- 2023 – Bots' Party
- 2023 – I Love to Chat with You
- 2023 – Good Morning Fearmongering

### Con i Xanadu
- 1996 – Najdalszy Brzeg (demo)

### Con i Riverside
- 2003 – Out of Myself
- 2005 – Second Life Syndrome
- 2007 – Rapid Eye Movement
- 2009 – Anno Domini High Definition
- 2013 – Shrine of New Generation Slaves
- 2015 – Love, Fear and the Time Machine
- 2018 – Wasteland
- 2023 – ID.Entity

### Con i Lunatic Soul
- 2008 – Lunatic Soul
- 2010 – Lunatic Soul II
- 2011 – Impressions
- 2014 – Walking on a Flashlight Beam
- 2017 – Fractured
- 2018 – Under the Fragmented Sky
- 2020 – Through Shaded Woods

### Con i Meller Gołyźniak Duda
- 2016 – Breaking Habits
- 2018 – Live

### Collaborazioni
- 2004 – Indukti – S.U.S.A.R.
- 2014 – The Old Peace (con Steven Wilson)
- 2016 – Iamthemorning – Lighthouse
- 2016 – Inspired – Music Inspired by Alchemy
- 2017 – Amarok – Hunt